# 卡特琳·埃根贝格尔
卡特琳·埃根贝格尔（德語：Katrin Eggenberger，1982年9月8日—），瑞士与列支敦斯登的学者和政治家，自2019年11月起担任列支敦士登外交部长。

## 教育与个人生活
卡特琳·埃根贝格尔出生于瑞士的格拉布斯，父亲是瑞士人，母亲是列支敦士登人。她的姑父约瑟夫·比德尔曼长期担任列支敦士登议会议员和进步公民党前主席。她拥有双重国籍，但她大部分时间都生活在列支敦士登以外的地方。2019年10月，她回到瓦杜兹永久居住。
2002年和2005年，埃根贝格作为瑞士19岁以下女子足球队的一员参加了欧足联19岁以下女子足球锦标赛。
2008年，埃根贝格在列支敦士登大学获得了工商管理学士学位，在俄亥俄州立大学学习期间，她还参加了花样游泳比赛。2005年在蒙特利尔举行的世界游泳锦标赛上，她和阿丽亚娜·施耐德一起代表瑞士参加花样游泳比赛。
2012年，埃根贝格在列支敦士登大学获得了银行和金融管理理学硕士学位。2019年，她在诺贝尔奖获得者约瑟夫·斯蒂格利茨的指导下，在圣加伦大学完成了国际事务和政治经济学博士学位，并一直是伦敦经济学院、剑桥大学、普林斯顿大学和哈佛大学的研究员。她是耶鲁大学杰克逊全球事务研究所2019年莫里斯·格林伯格世界研究员。

## 职业生涯
在2016年成为克劳斯·施瓦布的办公室主任和世界经济论坛主席社区负责人之前，埃根贝格曾在瓦杜兹和瑞士的多家银行工作。她负责为初创企业、公司、大学和政府建立一个全球数字平台。
自2019年以来，埃根贝格一直是进步公民党的成员，当时她被该党一致提名进入议会。2019年11月11日，列支敦士登储君任命她为外交部长，接替奥里利亚·弗里克，并由首相阿德里安·哈斯勒宣誓就职。她负责司法部、文化部和外交部。2019年获得耶鲁奖学金后，她错过了前六次政府会议中的四次。

## 出版物
- Eggenberger, Katrin; Emmenegger, Patrick. . Swiss Political Science Review. 2015, 21 (4): 491–507. doi:10.1111/spsr.12181.
- Emmenegger, Patrick; Eggenberger, Katrin. . Journal of International Relations and Development Volume. 2018, 21 (3): 798–823. doi:10.1057/s41268-017-0088-y.
- Eggenberger, Katrin. . Review of International Political Economy. 2018, 25 (4): 483–504. doi:10.1080/09692290.2018.1469529.
- Eggenberger, Katrin.  (PDF) (学位论文). University of St. Gallen.[]